# Jeroen Bergers
Jeroen Bergers, né le 7 avril 2000 à Wilrijk, est un homme politique belge, membre de la Nieuw-Vlaamse Alliantie (N-VA).

## Biographie
Jeroen Bergers nait le 7 avril 2000 à Wilrijk.
Le 4 février 2025, il devient député fédéral à la Chambre des représentants en remplaçant Theo Francken qui devient ministre dans le gouvernement De Wever.